# Çörek
I çörek (turco) sono pani dolci presenti nella cucina turca con molte varietà. Il primo riferimento alla parola çörek in lingua turca risale al 1070 o 1073 nel Divan-i Lugat-üt Türk, dizionario enciclopedico di Mahmud al-Kaixgarí.

## Etimologia
Il nome Tsoureki deriva dal turco çörek, che descrive la famiglia di pani tondi a cui questo appartiene.
L'origine della parola è però da ricercarsi nel Caucaso, dove esso è chiamato choerek.

## Storia
Nel secolo XI i turchi conoscevano i çörek con il nome e la forma attuale e ne producevano diversi tipi. Il çörek è menzionato più volte nelle opere di Gialal al-Din Rumi, nel XIII secolo. Nell'Impero ottomano çörek e simit potevano essere prodotti solo da mastri pasticceri specializzati. Nell'isola di Cipro in epoca ottomana c'era un "narh" (prezzo fissato dallo stato) per simit, börek e çörek, come per il pane (il prezzo del çörek era fissato al doppio del prezzo del pane).

## Ingredienti
Gli ingredienti dei çörek sono farina di grano, burro, uova, lievito madre, mahlep (una spezia ottenuta macinando i noccioli dei frutti di prunus cerasus, detto anche prunus mahaleb), zucchero e sale. I semi di cumino nero sono quasi sempre aggiunti a questi pani; a causa di ciò i semi di cumino nero (nigella sativa) in turco sono chiamati çörekotu.

## Varietà

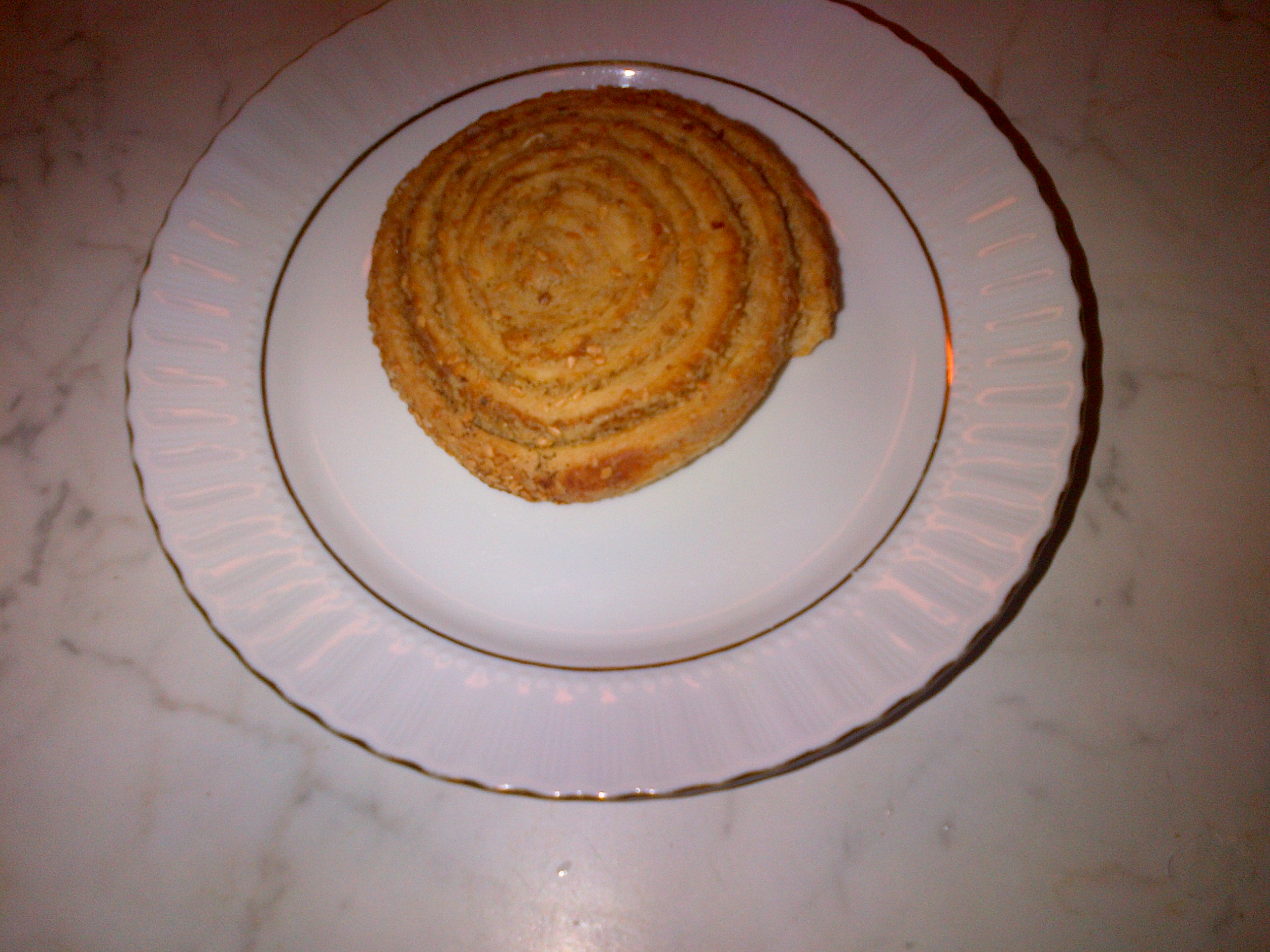
Un piccolo çörek di Tahina

In Turchia esistono molte varietà di çörek, a seconda della forma, come Ay çöreği ("çörek di luna") o degli ingredienti, come Haşhaşlı çörek (çörek con semi di papavero da oppio), Tarçınlı çörek, (çörek con cannella), o Tahinli çörek (con tahina). Il çörek può anche essere classificato in base alla città, come İstanbul çöreği ("çörek di Istanbul") o Tarsus çöreği ("çörek di Tarso"). Ci sono anche çörek per occasioni speciali come il Paskalya çöreği (çörek di Pasqua). Il çörek ha anche dato il nome al greco tsoureki.

## Galleria d'immagini

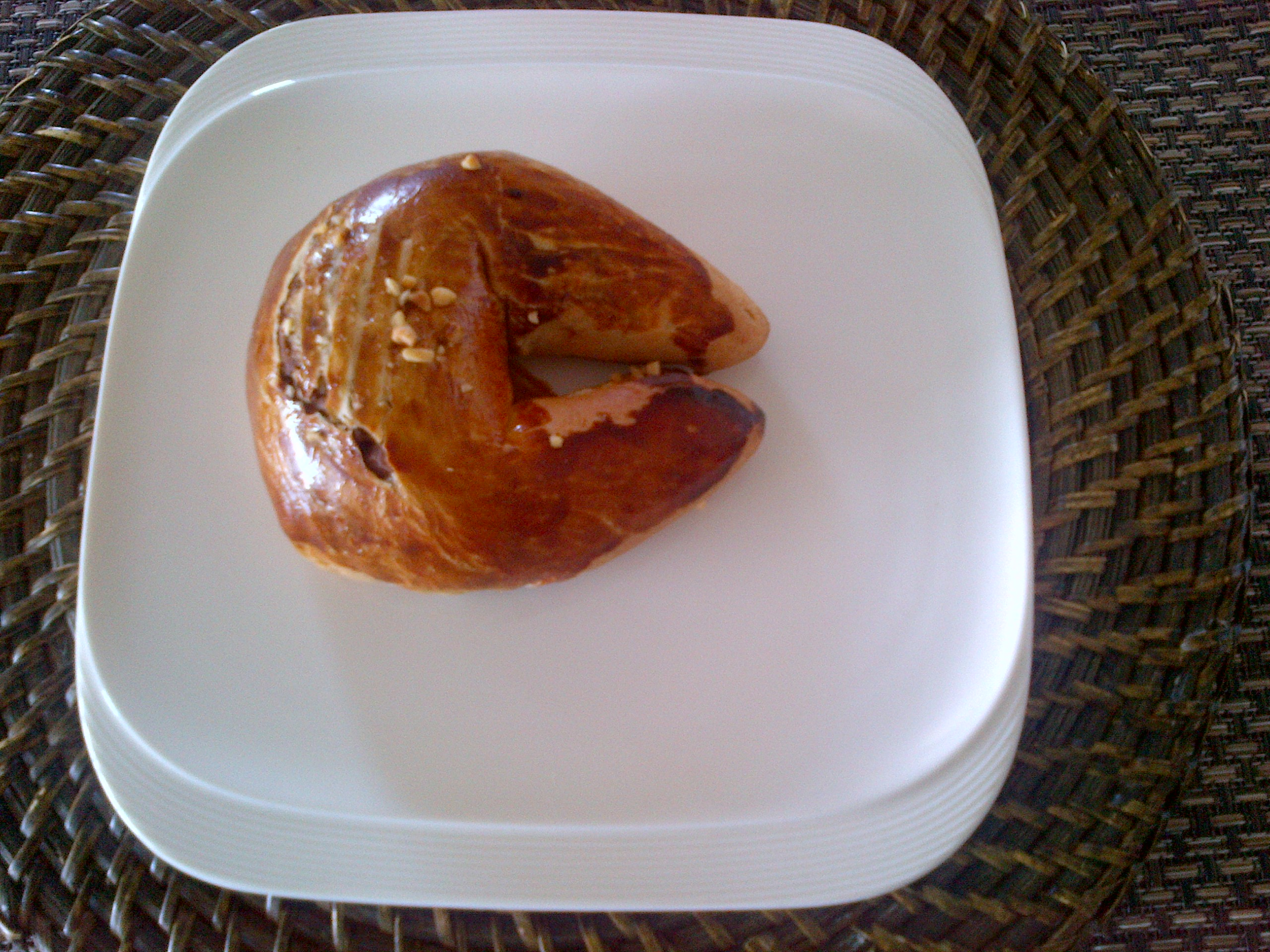
Ayçöreği
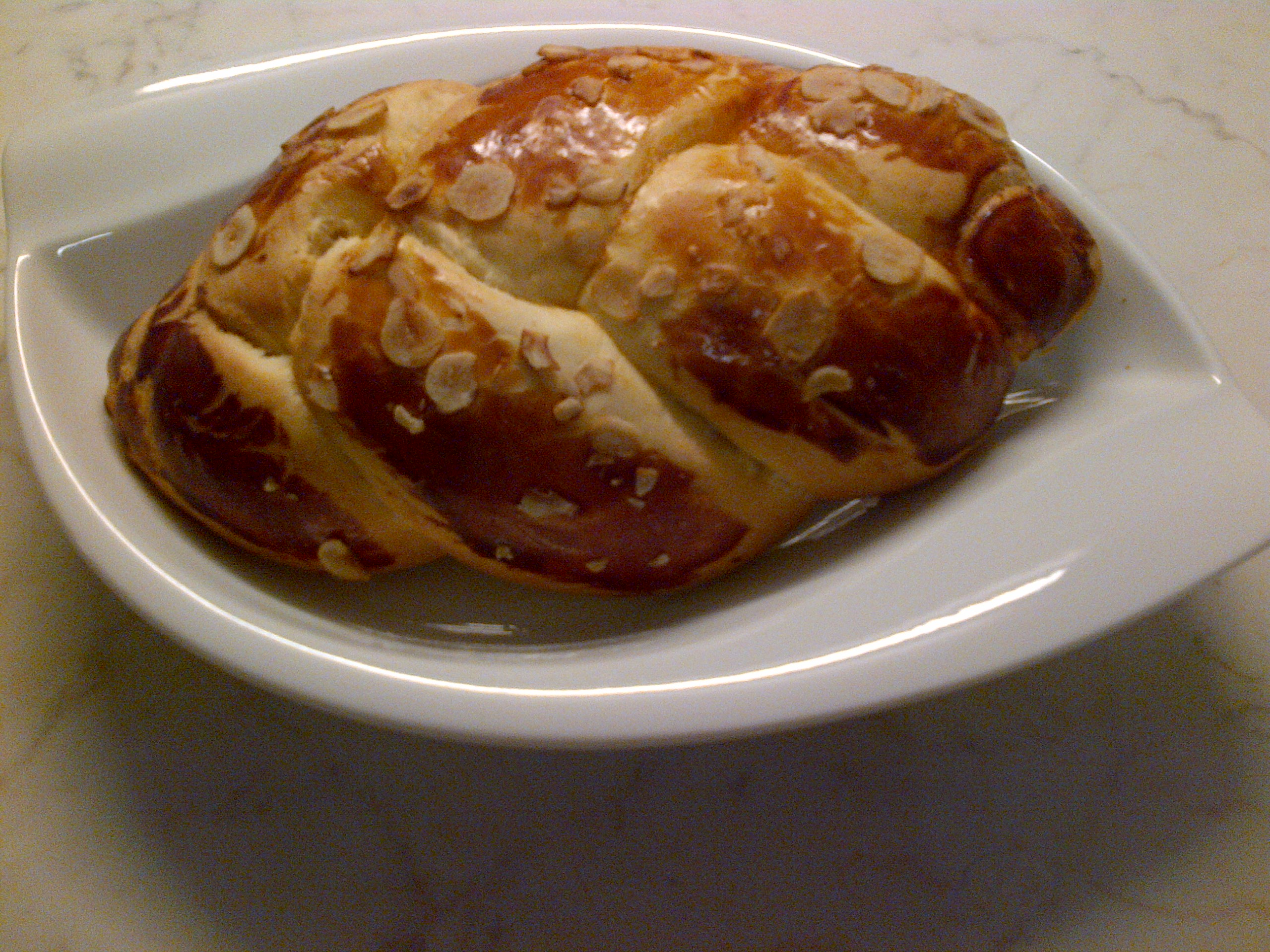
Paskalya çöreği a Ankara
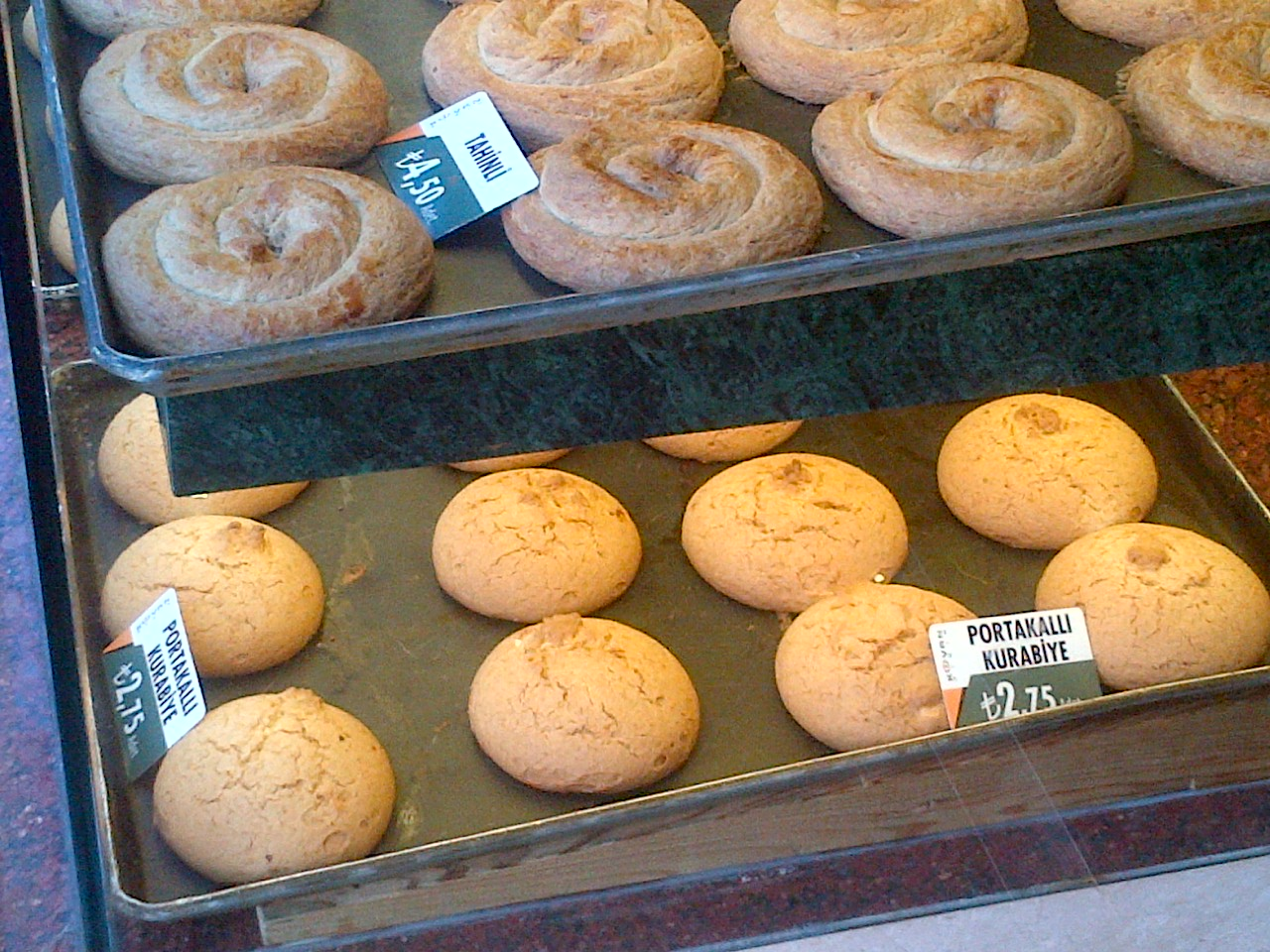
Çörek d'arancio (sotto), tahinli çörek (sopra) a Kadıköy, Istanbul
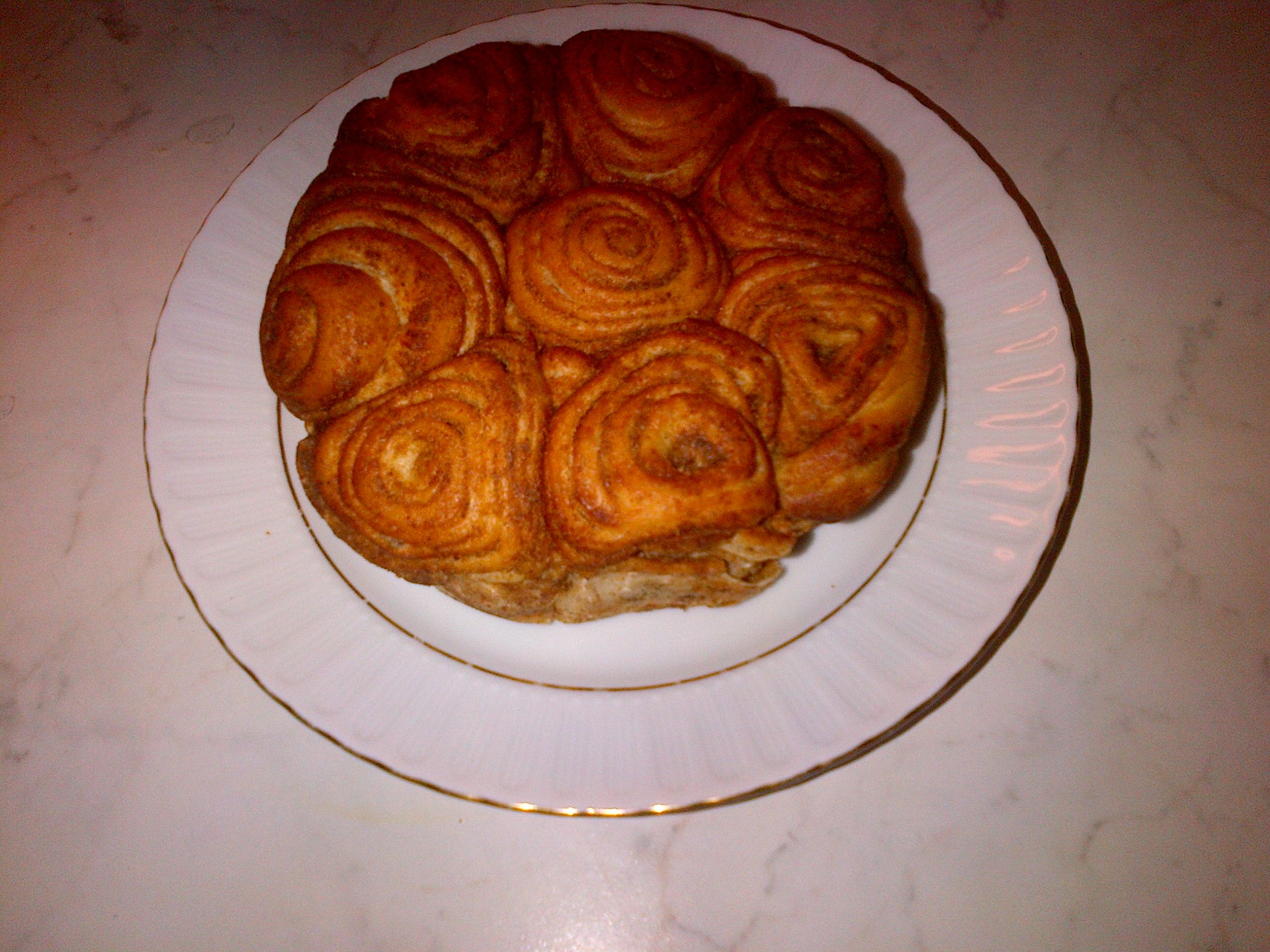
Haşhaşlı çörek
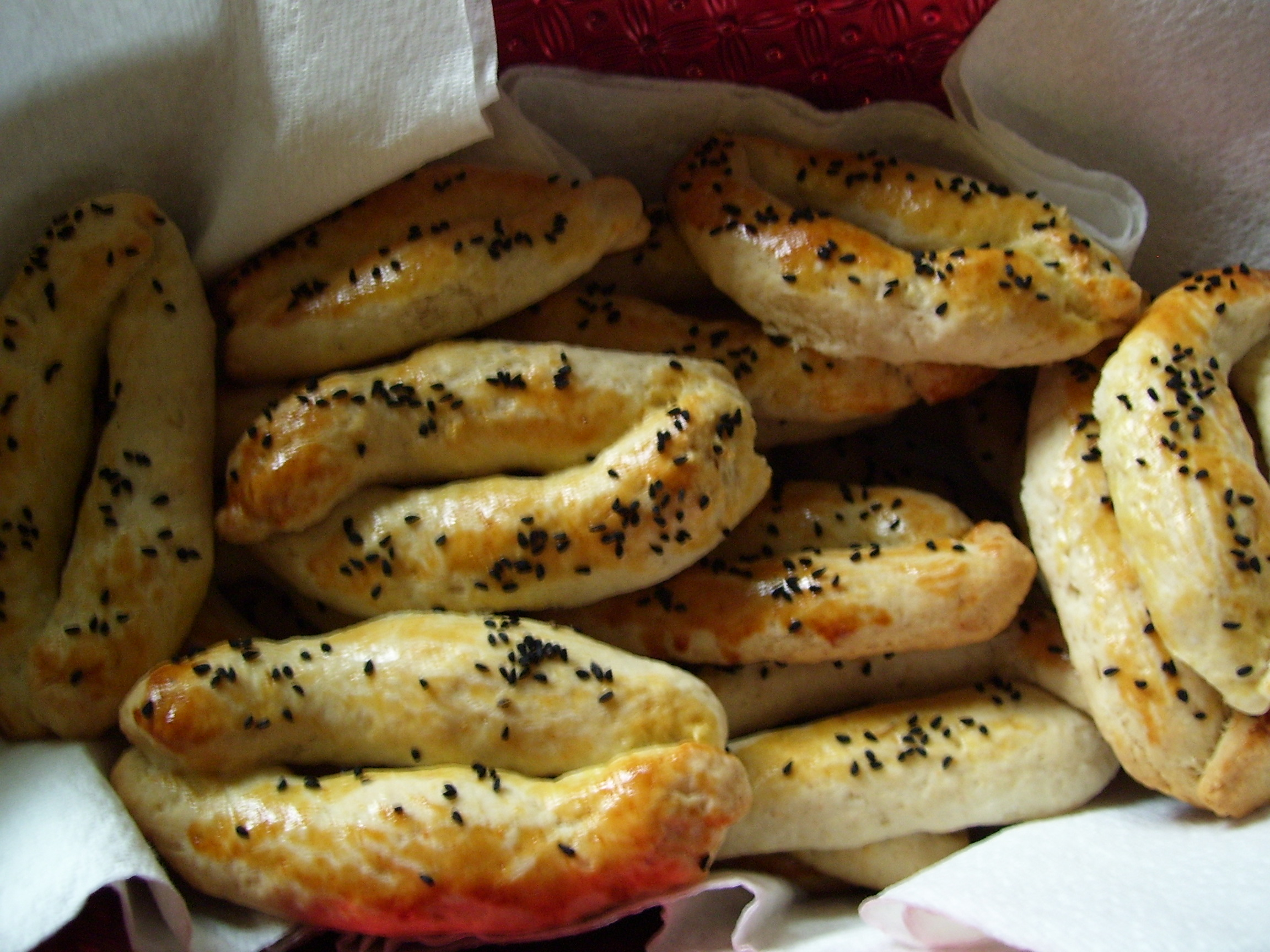
Çatal